# 플랑크 에너지 밀도
플랑크 에너지 밀도(Planck energy density)는 {\displaystyle \rho _{P}^{E}} 로 표현되는 에너지 밀도의 플랑크 단위이다.
{\displaystyle \rho _{P}^{E}={\frac {E_{P}}{l_{P}^{3}}}={\frac {c^{7}}{\hbar G^{2}}}=4.64\times 10^{113}}J/m3
조건
EP은 플랑크 에너지
lP은 플랑크 길이
c는 진공의 빛의 속도
{\displaystyle \hbar }는 디랙 상수 (환산 플랑크 상수)
G는 중력 상수